# Oudard du Biez
Oudard ou Oudart du Biez, né  en 1475 à Lebiez dans le département actuel du Pas-de-Calais et mort en 1553 à Paris, est un noble français. Seigneur d'Escœuilles, père de deux filles alliées aux seigneurs de Vervins et de Foucquesolles. il est maréchal de France en 1542 et gouverneur de la Picardie, mais perd tous ses titres sous Henri II.

## Biographie
Sorti de la petite noblesse de l'Hesdinois et du Boulonnais, c'est un protégé du connétable Anne de Montmorency.
D'abord au service de Louis XII, il participe sous François Ier aux guerres d'Italie, se conciliant par ses actions la faveur du roi. Nommé maréchal de France en 1542, il obtient le gouvernement de la Picardie et a l'honneur d'ordonner chevalier le dauphin de France, le futur Henri II, en 1544.
Il occupe alors de hautes responsabilités dans l'administration provinciale et les armées de François Ier. Il partage avec le connétable de Montmorency la gloire d'avoir déjoué les projets de Charles-Quint lorsque ce prince envahit la Provence en 1544. La même année, il tient tête trois mois aux troupes de l’empereur Charles Quint et du roi Henri VIII au siège de Montreuil. Il avait déjà battu deux fois les Anglais en Picardie, lorsque son gendre, Jacques de Coucy-Vervins, leur rendit la place de Boulogne (1545), mais il échoue à la défense et à la reprise de cette place-forte.
À l'avènement d'Henri II, il est victime des règlements de compte de Diane de Poitiers et d'Anne de Montmorency.
Il s'efforce de reprendre Boulogne mais ayant échoué, il est mis en jugement avec Coucy en 1549, et tous deux sont condamnés à être décapités. Cependant, au contraire de Claude d'Annebaut qui doit seulement céder sa charge de maréchal à Jacques d'Albon de Saint-André, Oudart de Biez est accusé de haute trahison et de lèse-majesté pour son abandon de la ville de Boulogne, il est dégradé et condamné à mort en 1551. Coucy subit sa sentence. Henri II fait grâce au maréchal, qui est enfermé au château de Loches. Il en sort au bout de trois ans, et meurt à Paris en 1553. Sa mémoire et celle de son gendre sont réhabilitées en 1575.

## Généalogie
Oudart Du Biez est le fils d'Antoine Du Biez, cité en 1416, mort en 1485 et d'Isabeau de Bergues, morte en 1524.
Marié le 12 mars 1500 (n. st.) avec Jeanne de Senlis, fille de Jacques de Senlis, seigneur de Radinghem, Senlis et Wandonne, capitaine du château de Pernes en 1457, et de Philippes d'Alennes. Le couple a deux filles :
- Madeleine du Biez mariée à Jacques de Fouquesolle.
- Isabelle du Biez mariée à Jacques Ier de Coucy, seigneur de Vervins, gouverneur militaire de Boulogne-sur-Mer.

François-Alexandre Aubert de La Chesnaye des Bois attribue au couple une autre fille Jeanne, mariée à Antoine II d'Averhoult, (famille d'Averhoult), seigneur d'Averhoult (Avroult), Helfaut et Winnezeele.